# Xã Rocewood, Quận Rawlins, Kansas
Xã Rocewood (tiếng Anh: Rocewood Township) là một xã thuộc quận Rawlins, tiểu bang Kansas, Hoa Kỳ. Năm 2010, dân số của xã này là 384 người.